# Jordan McGhee
Jordan McGhee (ur. 24 lipca 1996 w East Kilbride) – szkocki piłkarz występujący na pozycji obrońcy w Dundee F.C..